# Grintovec
Grintovec (2558 m n. m.) je nejvyšší hora Kamnických a Savinjských Alp. Nachází se v severním Slovinsku nedaleko rakouských hranic asi 6 km jihovýchodně od vesnice Zgornje Jezersko (správní středisko občiny Jezersko). Díky prominenci 1706 metrů je jednou ze dvou slovinských ultraprominentních hor, tou druhou je Triglav.

## Přístup
Horu lze zdolat buď od chaty Češka koča (1542 m) nebo od chaty Cojzova koča (1793 m). Obě cesty jsou časově náročné a vyžadují jistou chůzi a odolnost proti závratím.
Jako první vystoupil na vrchol v roce 1759 botanik Giovanni Antonio Scopoli.